# Monopterus boueti
Monopterus boueti (trong tiếng Anh gọi là "Liberian swamp eel", lươn đầm lầy Liberia) là một loài thuộc họ Lươn. Đây là loài bản địa Liberia. Nó cũng có mặt ở Sierra Leone, và theo ghi nhận chưa xác thực thì có ở cả Bờ Biển Ngà. Loài này được Jacques Pellegrin mô tả năm 1922 dưới tên Typhlosynbranchus boueti. Do sự thiếu hụt dữ liệu, chưa xác định được mức độ bị đe dọa của chúng.

## Mô tả
M. boueti, giống các loài lươn khác, có thân hình trụ thon dài. Thân mình dài ngoẵng đến mức trông như roi. Nó đạt chiều dài đến 34,00 xentimét (13,39 in), với đoạn đuôi chiếm chừng 1⁄3 tổng chiều dài cơ thể. Mắt tiêu bớt, nằm dưới da làm chúng khó nhận ra. Răng hình nón, gắn vào hàm và vòm miệng. Mang chỉ hơi hé mở. Nó có 140-144 đốt sống bụng và 39-45 đốt sống đuôi, tổng cộng từ 179 đến 189 đốt.

## Sinh thái
M. boueti sống trong môi trường nước ngọt tầng đáy vùng nhiệt đới. Chúng chủ yếu sống quanh Monrovia, trong suối lạch cách biển 2–3 km.
Người ta ghi nhận chúng đào hang trong bùn. Những hang đào luôn nằm cách không xa biển. Con đực đào và bảo vệ hang.
Chúng không phải mối nguy hại với con người và cũng không bị đánh bắt.